# Tomáš Durdík
Tomáš Durdík (24. ledna 1951 Praha – 20. září 2012 Praha) byl český archeolog a kastelolog, který se specializoval na českou hradní architekturu, hmotnou kulturu vrcholného a pozdního středověku i ochranu národního kulturního dědictví.

## Život
Absolvoval studia prehistorie a historie na Filozofické fakultě Univerzity Karlovy v Praze v roce 1974. Po celou svou aktivní kariéru pracoval v Archeologickém ústavu AV ČR. Přednášel na Fakultě architektury ČVUT, Filozofické fakultě UK v Praze a také na Západočeské univerzitě v Plzni, kde od července 2012 vedl katedru archeologie.
Stal se členem vědeckých rad EUROPA NOSTRA, Deutsche Burgenvereinigung e. V., expertem Mezinárodní rady pro památky a sídla, dále byl člen Comité permanent Castrum Bene a Comité Castella Maris Baltici, člen poroty pro udělování Ceny EU za ochranu evropského kulturního dědictví, člen vědecké rady NPÚ, předseda Stálé komise MK ČR pro hodnocení kulturních památek, starosta Společnosti přátel starožitností, člen Exekutivního výboru Českého národního komitétu ICOMOS, předseda Nezávislé památkové unie, člen Hlavního výboru České archeologické společnosti a člen Centra medievistických studií. Byl rovněž vedoucím redaktorem a předsedou redakční rady Časopisu Společnosti přátel starožitností, členem redakční rady časopisu Zprávy památkové péče a editorem sborníku Castellologica bohemica.
Kromě odborných knih a článků byl autorem scénářů k televizním seriálům Hrady obývané i dobývané (1991) a Štíty království českého (2007). V roce 2011 mu byla udělena prestižní mezinárodní cena Europa Nostra.
Zemřel náhle 20. září 2012, den po návratu z archeologické konference Archaeologia historica v Českém Těšíně.

## Kulturní odkaz
Svými znalostmi, vtělenými též do četných publikací, i neformálním pedagogickým působením mezi brigádníky na archeologických výzkumech, přehledným objasňováním významu archeologického i stavebního dědictví na četných přednáškách či v televizních pořadech nepominutelně ovlivnil značnou část svých současníků i následovníků, orientovaných na kastelologii a středověké stavitelství vůbec.[zdroj⁠?!]
Jedním z projevů tohoto odkazu je již pravidelné konání podzimní kastelologické konference na hradě Křivoklát.

## Výběrová bibliografie
Přehled publikační činnosti vydaný na webu Archeologického ústavu AV ČR v lednu 2013; docx on-line Archivováno 8. 10. 2017 na Wayback Machine.
- České hrady. Praha, 1984.
- Hrady severních Čech. Praha, 1992. ISBN 80-85386-49-6.
- Encyklopedie českých hradů. Praha, 1995. ISBN 80-901579-8-X.
- Hrad Pravda (spoluautor Bedřich Štauber). Praha : Společnost přátel starožitností, 1995. ISBN 80-901258-2-4.
- Hrady, hrádky a tvrze na Písecku (spoluautoři František Kašička – Bořivoj Nechvátal. Písek : Prácheňské muzeum v Písku, 1995. ISBN 80-902038-0-9.
- Vybrané středověké památky na Prácheňsku. Praha : Unicornis, 1998. ISBN 80-901258-9-1.
- Hrady kastelového typu 13. století ve střední Evropě. Academia : Praha, 1998. ISBN 80-200-0624-9.
- Ilustrovaná encyklopedie českých hradů. Praha : Libri, 1999. ISBN 80-85983-62-1.
- Hrad Týřov. Praha : Společnost přátel starožitností, 2001. ISBN 80-86204-08-1.
- Středověké hrady v Čechách a na Moravě (spoluautor Pavel Bolina). Praha : Argo, 2001. ISBN 80-7203-349-2.
- Nálezy z hradů přechodného typu (Hlavačov, Angerbach, Tachov). Praha : Archeologický ústav AV ČR a Společnost přátel starožitností v nakl. Unicornis, 2004. ISBN 80-86124-46-0, ISBN 80-86204-12-X.
- Hrad Přimda. Praha : Společnost přátel starožitností, 2007. ISBN 978-80-86204-18-5.
- Hrady přechodného typu v Čechách. Praha : Agentura Pankrác, 2007. ISBN 978-80-86781-10-5.
- Hrady na Malši. Praha : Společnost přátel starožitností, 2008. ISBN 978-80-86204-19-2.
- Hrad Džbán. Praha : Unicornis, 2011. ISBN 978-80-86204-25-3.